# Йонас Омлін
Йонас Омлін (нім. Jonas Omlin, нар. 10 січня 1994, Зарнен) — швейцарський футболіст, воротар німецького клубу «Боруссія (Менхенгладбах)» і національної збірної Швейцарії.

## Ігрова кар'єра
Народився 10 січня 1994 року в місті Зарнен. Вихованець клубу «Люцерн». У дорослому футболі дебютував 2012 року виступами за команду клубу «Крієнс», в якій провів два сезони, взявши участь у 26 матчах третього дивізіону країни.
У 2014 році Омлін повернувся в «Люцерн», де став запасним воротарем, через що за першу команду зіграв лише в одному матчі Суперліги і сезон 2015/16 провів у клубі другого дивізіону «Ле-Мон». 2016 року Йонас повернувся до «Люцерна», де знову розпочав як запасний воротар, але на початку 2017 року витіснив з основи Давіда Цібунга і півтора сезони був основним воротарем рідної команди.
12 червня 2018 року за 1,7 млн швейцарських франків перейшов у «Базель», підписавши угоду на чотири роки. У новій команді теж відразу став основним воротарем і у першому ж сезоні допоміг клубу виграти Кубок Швейцарії. За два сезони відіграв за команду з Базеля 59 матчів в національному чемпіонаті, пропустивши 60 голів.
12 серпня 2020 року приєднався до лав французького клубу «Монпельє».

## Виступи за збірну
2020 року дебютував в офіційних матчах у складі національної збірної Швейцарії. Згодом був включений до заявки команди на Євро-2020.

## Статистика виступів

### Статистика клубних виступів
Станом на 12 серпня 2020
| Сезон              | Команда            | Чемпіонат          | Чемпіонат | Чемпіонат | Національний кубок | Національний кубок | Національний кубок | Континентальні кубки | Континентальні кубки | Континентальні кубки | Інші змагання | Інші змагання | Інші змагання | Усього | Усього | Усього |
| Сезон              | Команда            | Ліга               | Ігор      | Голів     | Ліга               | Ігор               | Голів              | Ліга                 | Ігор                 | Голів                | Ліга          | Ігор          | Голів         | Ігор   | Голів  |        |
| ------------------ | ------------------ | ------------------ | --------- | --------- | ------------------ | ------------------ | ------------------ | -------------------- | -------------------- | -------------------- | ------------- | ------------- | ------------- | ------ | ------ | ------ |
| 2012–13            | «Крієнс»           | ПЛ (ІІІ)           | 4         | -6        | КШ                 | 1                  | -1                 | -                    | -                    | -                    | -             | -             | -             | 5      | -7     |        |
| 2013–14            | «Крієнс»           | ПЛ (ІІІ)           | 22        | -48       | КШ                 | 1                  | -0                 | -                    | -                    | -                    | -             | -             | -             | 23     | -48    |        |
| Усього за «Крієнс» | Усього за «Крієнс» | Усього за «Крієнс» | 26        | -54       |                    | 2                  | -1                 |                      | -                    | -                    |               | -             | -             | 28     | -55    |        |
| 2014–15            | «Люцерн»           | СЛ                 | 1         | -4        | КШ                 | 0                  | -0                 | -                    | -                    | -                    | -             | -             | -             | 1      | -4     |        |
| 2015–16            | «Ле-Мон»           | ЧЛ (ІІ)            | 15        | -21       | КШ                 | 0                  | -0                 | -                    | -                    | -                    | -             | -             | -             | 15     | -21    |        |
| 2016–17            | «Люцерн»           | СЛ                 | 14        | -24       | КШ                 | 5                  | -5                 | ЛЄ                   | 0                    | -0                   | -             | -             | -             | 19     | -29    |        |
| 2017–18            | «Люцерн»           | СЛ                 | 22        | -37       | КШ                 | 2                  | -2                 | ЛЄ                   | 2                    | -3                   | -             | -             | -             | 26     | -42    |        |
| Усього за «Люцерн» | Усього за «Люцерн» | Усього за «Люцерн» | 37        | -65       |                    | 7                  | -7                 |                      | 2                    | -3                   |               | -             | -             | 46     | -75    |        |
| 2018–19            | «Базель»           | СЛ                 | 27        | -29       | СА                 | 4                  | -4                 | ЛЧ+ЛЄ                | 2+2                  | -5 + 0               | -             | -             | -             | 35     | -38    |        |
| 2019–20            | «Базель»           | СЛ                 | 32        | -31       | СА                 | 1                  | -2                 | ЛЧ+ЛЄ                | 4+9                  | -9 + -4              | -             | -             | -             | 46     | -46    |        |
| Усього за «Базель» | Усього за «Базель» | Усього за «Базель» | 59        | -60       |                    | 5                  | -6                 |                      | 15                   | -18                  |               | -             | -             | 79     | -84    |        |
| Усього за кар'єру  | Усього за кар'єру  | Усього за кар'єру  | 151       | -214      |                    | 14                 | -14                |                      | 17                   | -21                  |               | -             | -             | 182    | -249   |        |

## Титули і досягнення
- Володар Кубка Швейцарії (1):

«Базель»: 2018-19